# Waking the Fury
Waking the Fury è il nono album della thrash metal band canadese Annihilator, pubblicato nel 2002 dalla SPV GmbH.

## Tracce
1. Ultra-Motion – 5:07 (Waters)
2. Torn – 5:02 (Comeau, Waters)
3. My Precious Lunatic Asylum – 5:48 (Comeau, Waters)
4. Striker – 5:00 (Waters)
5. Ritual – 5:17 (Comeau, Waters)
6. Prime-Time Killing – 4:33 (Waters)
7. The Blackest Day – 5:10 (Comeau, Waters)
8. Nothing To Me – 4:35 (Waters)
9. Fire Power – 4:54 (Waters)
10. Cold Blooded – 3:53 (Comeau, Waters)

Durata totale: 49:19

## Edizione speciale
Venne pubblicata anche un'edizione speciale del disco che in aggiunta conteneva due bonus track.

### Tracce
1. Ultra-Motion – 5:07 (Waters)
2. Torn – 5:02 (Comeau, Waters)
3. My Precious Lunatic Asylum – 5:48 (Comeau, Waters)
4. Striker – 5:00 (Waters)
5. Ritual – 5:17 (Comeau, Waters)
6. Prime-Time Killing – 4:33 (Waters)
7. The Blackest Day – 5:10 (Comeau, Waters)
8. Nothing To Me – 4:35 (Waters)
9. Fire Power – 4:54 (Waters)
10. Cold Blooded – 3:53 (Comeau, Waters)
11. Shallow Grave (Live) – 5:08 (Waters)
12. Nothing To Me (Radio Edit) – 3:40 (Waters)

Durata totale: 58:07

## Formazione
- Joe Comeau - voce
- Jeff Waters - chitarra solista
- Curran Murphy - chitarra ritmica
- Russ Bergquist - basso
- Randy Black - batteria